# Hypovitaminóza
Hypovitaminóza je chorobný stav způsobený částečným nedostatkem určitého vitamínu. Jedná se o lehčí formu avitaminózy. V Česku se nejčastěji vyskytuje u lidí s nedostatečným stravováním (např. s poruchou příjmu potravy), alkoholiků a lidí s onemocněním trávicího ústrojí (malabsorpce).

## Vitamín B5
Tzv. burning feet syndrom ("syndrom pálících nohou") se vyskytuje po 3-4měsíčním nedostatku kyseliny panthotenové (vitamínu B5). Příznaky jsou nejdříve brnění a necitlivost v prstech u nohou, později pálení a píchání v chodidlech. Tyto potíže jsou doprovázeny psychickými a neurologickými projevy, jako je svalové napětí nebo stavy nervové podrážděnosti. Tento syndrom vešel ve známost během druhé světové války, během níž trpěli váleční zajatci v Barmě, na Filipínách a v Japonsku nedostatkem kyseliny panthotenové.